# Nyuszi
Nyuszi egy kitalált szereplő Alan Alexander Milne angol író Micimackó című meséjében. A kertjét hűen és féltően őrző Nyuszi sokak kedvencévé vált az idők során. Bár néha rossz döntéseket hoz, de többnyire felelősségteljesen viselkedő szereplő. Kissé önzőnek is lehetne mondani. Szereti, ha mindennek megvan a helye, de nem szereti, ha valaki megbontja azt az egyensúlyállapotot, amit kiépített magának.

## Szerepe
A Micimackó című könyv II., VII., VIII., IX. és X. fejezetében szerepel. A Micimackó kuckója címűben a III., V., VI., VII., VIII., IX., és X. fejezetekben jelenik meg.
A többi szereplőtől eltérően Nyusziról szóló illusztrációk inkább élő, mint plüssállatra hasonlítanak. Nyuszi fejének teteje Micimackó orráig ér. Fülei, ha felfelé állnak, valamivel Micimackó feje fölé érnek. Nyuszit gyakran okosként jellemzi Milne a leírásokban. Tud írni és olvasni, bár nem tökéletesen, de a legtöbb szereplőnél jobban. (A helyesírása szembetűnően jobb, mint Bagolynak, ami az általuk írt üzenetekből látszik.)
Nyuszi szereti átvenni a vezető szerepet és szeret terveket szőni. Ő tervelte ki Zsebibaba elrablását és Tigris megfegyelmezését is. Szervező is, amelyről Kis keresését illetően tesz bizonyságot. Bár a tervei nagyon kidolgozottak, gyakran kulcsfontosságú részletekben hiányosak és így vagy úgy kudarcot vallanak.
Nyuszi hajlamos bevonni Micimackót és Malackát a terveibe, és Bagolyhoz megy, ha „gondolkodnivaló” van. Róbert Gidához fűződő kapcsolatát úgy látja, hogy Róbert Gida függ tőle, számít rá. Nyuszi lojális a barátaihoz, de az újonnan érkezetteket nehezen fogadja el, ami először Kanga és Zsebibaba, majd különösen Tigris érkezésénél mutatkozik meg. Később azonban összebarátkozik velük is.
Nyuszi jó kapcsolatokat ápol az erdő apró állataival, amelyek többnyire „Nyuszi barátai és üzletfelei” néven szerepelnek Karinthy fordításában.
Nyuszi az erdő északi részének közepén lakik.